# El Tejar (Panama)
Pour les articles homonymes, voir El Tejar.
El Tejar est un corregimiento situé dans le district d'Alanje, province de Chiriquí, au Panama. La localité a été créée par la loi 41 du 30 avril 2003. En 2010, la localité comptait 1 961 habitants.